# Syntomus fuscomaculatus
Syntomus fuscomaculatus é uma espécie de insetos coleópteros pertencente à família Carabidae.
A autoridade científica da espécie é Motschulsky, tendo sido descrita no ano de 1844.
Trata-se de uma espécie presente no território português.